# ヒスタミン
ヒスタミン (histamine) は分子式C5H9N3、分子量 111.14 の活性アミンである。1910年に麦角抽出物中の血圧降下物質としてヘンリー・ハレット・デールとパトリック・プレイフェア・レイドローが発見した。

## 合成・代謝
ヒスタミンは食物から直接体内に取り込まれるほか、生体内で合成される。

### 体内での合成

ヒスチジン脱炭酸酵素によるヒスチジンからヒスタミンへの合成

ヒスタミンはヒスチジン脱炭酸酵素  (HDC) により必須アミノ酸であるヒスチジンから合成され、主にヒスタミン-N-メチル基転移酵素 やジアミン酸化酵素 等で分解され、その後、イミダゾール酢酸となり排出される。肥満細胞中に高濃度で存在し、肺・肝臓・胃粘膜・大脳にも存在し、それぞれの生理機能を担っている。
ヒスチジン脱炭酸酵素の補酵素としては、ビタミンB6の活性型であるピリドキサールリン酸がある。また、ヒスタミン合成を防ぐものとしては、ヒスチジン脱炭酸酵素の阻害を行うカテキン類、メシアダノール、ナリンゲニン、トリトクアリンなどが存在する。一部の真菌はヒスタミン遊離を促し、アトピー性皮膚炎を亢進する。一方リンゴポリフェノールは、ヒスタミン遊離を抑制し、アレルギー性鼻炎の症状を緩和する。
なお、ヒスタミンの前駆物質であるヒスチジンには、抗酸化作用などの効果があるとされる。また、ヒスタミン前駆物質のヒスチジンはヒスタミン合成だけでなく、カルノシン合成酵素によるカルノシンの合成にも使われている。カルノシン合成には、ATP及びβ-アラニンが必要となる。β-アラニンの摂取はヒスチジン消費によるカルノシンの合成を促進できるものの、β-アラニン自体がヒスタミン非依存性の抗ヒスタミン剤が効かない痒みの原因になりうるとされる。
体内のヒスタミン濃度を高める薬効成分として、ベタヒスチンが示唆されている。

### 細菌による合成
ヒスタミンを産生する菌は、ヒスチジン脱炭酸酵素を有するもので、Morganella morganii（モルガン菌）、Klebsiella oxytoca 及び好塩性菌の Photobacterium phosphoreum、Photobacterium damsela 等が知られている。なお、Photobacterium 属菌の中には0 ℃の低温で増殖するものがある。

### 代謝
ヒスタミンの代謝には、ジアミンオキシダーゼ (DAO)による経路と、ヒスタミン-N-メチルトランスフェラーゼ (HNMT)による経路が存在する。
ジアミンオキシダーゼ (DAO)は銅を含む酵素であり、銅輸送タンパク質のセルロプラスミンはその活性を行うとされている (なお、セルロプラスミンはエストロゲンによって増加するとされる)。また、ニジマスにおける実験では、ステビアに含まれるカリウムがDAOを活性化するとされた。
ヒスタミン-N-メチルトランスフェラーゼ (HNMT)による経路は、活性メチオニンであるS-アデノシルメチオニン (SAM)を消費する。

## 主な作用
肥満細胞のほか、好塩基球やECL細胞がヒスタミン産生細胞として知られているが、普段は細胞内の顆粒に貯蔵されており、細胞表面の抗体に抗原が結合するなどの外部刺激により細胞外へ一過的に放出される。また、マクロファージ等の細胞ではHDCにより産生されたヒスタミンを顆粒に貯蔵せず、持続的に放出することが知られている。
血圧降下、血管透過性亢進、平滑筋収縮、血管拡張、腺分泌促進などの薬理作用があり、アレルギー反応や炎症の発現に介在物質として働く。ヒスタミンが過剰に分泌されると、ヒスタミン1型受容体(H1受容体)というタンパク質と結合して、蕁麻疹やアレルギー性疾患の原因となる。
神経組織では神経伝達物質として働き、音や光などの外部刺激および情動、空腹、体温上昇といった内部刺激などによっても放出が促進され、オキシトシン分泌や覚醒状態の維持、食行動の抑制、記憶学習能の修飾など、生理機能を促進することで知られている。

## 受容体
ヒスタミンは特異的な受容体を介してその作用を発揮する。現在のところ4種のGタンパク質共役型受容体が発見されており、受容体によりヒスタミンが結合したときの作用が異なる。ヒスタミン受容体の作用を抑えるのが抗ヒスタミン薬であるが、成分によって抗アレルギー、胃酸抑制の作用を示す。
- H1型--平滑筋、血管内皮細胞や中枢神経などで発現し、炎症やアレルギー反応に関わる。
- H2型--消化管の細胞などで発現し胃酸分泌反応に関わる。
- H3型--中枢神経系などで発現し、ヒスタミン、セロトニン、ノルアドレナリンなどの神経伝達物質の放出を促進する。
- H4型--2000年にクローニングされた。胸腺、脾臓、小腸などで発現が確認されている。H1受容体拮抗薬で抑えられない痒みにH4受容体が関与しているのではないかといわれているが、詳細な働きはまだわかっていない。

## 食中毒
ヒスタミンが生成された食品を喫食することで起きる食中毒としてヒスタミン食中毒がある。なお、Morganella morganii によると考えられる、血小板輸血後の敗血性ショック症状も報告されている。

### 原因
ヒスタミンは前述の細菌により合成され、食品中（発酵食品、熟成チーズ、ワイン、魚醤、鮮度の落ちた魚）に蓄積される。食中毒の原因となりやすい魚種は一部の赤身魚と加工物。

### 症状
食後30‐60分程度で、舌のしびれ、口の周囲や耳朶など顔面の熱感、じんま疹、頭痛、全身の紅潮等のアレルギー様反応を示すが通常は1日以内で回復する。

### 予防
調理程度の加熱では分解せず、蓄積により味や臭いを変えないため汚染の有無を判断することは困難である。
予防策としては、保存時の温度管理や鮮度の確認などが重要となる。
FAO/WHO合同専門家会議では、魚介類中のヒスタミンについて 50 mg/250 g ( 200 mg/kg ) を無毒性量(NOAEL)としている。
これ以上のヒスタミン量では何らかの症状が出る可能性が高くなると予測される。高濃度のヒスタミンを含む食材を口にした際には唇や舌先に刺激を感じることがあり、その場合は食べずに吐き出すことが望ましい。